# 张树芝
张树芝（1915年4月—2001年12月23日），湖南省华容县人。中国人民解放军将领、中国人民解放军开国少将。

## 生平
1927年10月，参加华容县秋收暴动组建的华容游击队。1929年5月，张树芝被编入马王乡赤卫队2分队。1930年，张树芝被编入湘鄂西红军。1932年任湘鄂西红军警卫师1团2营传令班长，在战斗中负伤，肋骨被打断。伤愈后任红9师师长段德昌的警卫员。1933年任贺龙的警卫班长、警卫排长。1934年，加入中国共产党。长征时任红二军团红5师连长、营长，在小川镇战斗中表现出色，所部被授予“战斗模范营”称号。长征结束后，到抗大和延安摩托学校学习。
抗日战争初期，任八路军120师警卫营副营长、营长。1939年任358旅716团3营营长。1941年张树芝到军政学院第一期军事队和中央党校第二期学习。1944年任716团副团长，1945年任716团团长。抗战期间先后参加了百团大战和滑石片、黑马张庄、齐会、陈庄、砚湾、芦家庄等战斗。
第二次国共内战初期，在绥东卓资山指挥716团和8团，全歼敌军新编26师，创两个团歼敌一个师的战例。后在陕北一次作战中右肩胛骨被打断，右锁骨被锯掉。伤愈后，1948年任晋绥军区第11军分区（运城军分区）司令员，1949年任新组建的一野第6军第18师师长。
建国后，历任西安警备司令兼公安第4师师长（由第18师改编）。1951年任西北军区公安部队副司令员。1952年入南京军事学院学习。1954年入朝任志愿军1军副军长。回国后，张树芝任解放军第1军副军长、代军长。1961年任河南省军区副司令员，1963年到1978年，任河南省军区司令员。1969年中共九大党代表。1969年至1970年兼任焦枝铁路河南段指挥长，组织60万民兵展开筑路大会战，7个月建成通车。1973年到1978年，兼任中共河南省委书记（当时设有第一书记）、兼任武汉军区副司令员。1973年中共第十届中央委员。 
1955年被授予少将军衔，荣获二级八一勋章、二级独立自由勋章、一级解放勋章、一级红星功勋荣誉章。